# Stapleford (Nottinghamshire)
Stapleford è una cittadina di 15 241 abitanti della contea del Nottinghamshire, in Inghilterra.